# Aquilino Bocos Merino
Aquilino Bocos Merino, CMF (Canilas de Esgueva, Valladolid, 17 de mayo de 1938) es cardenal claretiano español.

## Biografía

### Orígenes y formación
Bocos nació el 17 de mayo de 1938 en la localidad vallisoletana de Canillas de Esgueva (España). Entró en el postulantado claretiano de Segovia a los 12 años, e hizo el noviciado en Ciudad Real, donde realizó su primera profesión el 15 de agosto de 1956. Tras estudiar Filosofía en Sigüenza (1956-57) y Segovia (1957-59) hizo sus votos perpetuos el 15 de agosto de 1959. Tras esto, estudió Teología en la Calzada (1959-60) y Salamanca (1960-63), siendo ordenado sacerdote el 23 de mayo de 1963 en esta última localidad. El papa Francisco lo nombró cardenal el 28 de junio de 2018.

### Cargos desempeñados
Durante el curso 63-64 impartió clases de Filosofía en Segovia, tras lo que se traslada a Salamanca. Allí pasó tres años como prefecto de filósofos y teólogos de los Misioneros Libaneses Marianistas y otros seis como prefecto de teólogos claretianos en Salamanca y Madrid. Durante su estancia en Salamanca, obtuvo la licenciatura en Filosofía por la Universidad Pontificia, y diploma en la Escuela Superior de Psicología.
Al llegar a Madrid hizo los cursos de docencia en Teología de la Vida Religiosa, se hizo cargo de la dirección de la revista «Vida Religiosa» y trabajó en la fundación del Instituto de Vida Religiosa, del que fue ocho años subdirector. Tres años fue director de la Escuela de Formación Teológico-Catequética «Regima Apostolorum». Organizó las IX Semanas Nacionales de Reflexión para Religiosos y Religiosas.
En 1991 fue elegido superior general de la Congregación Claretiana, puesto para el que fue reelegido hasta 2003. Durante su etapa como superior, su congregación se expandió en nuevos países, especialmente en Asia, África y Europa del Este. Entre 1991 y 2003 fue miembro del Consejo de la Unión de Superiores Generales, y de 1991 a 1997 fue miembro del Consejo de los 16 de la CICLSAL. Fue nombrado en 1994 por el papa Juan Pablo II miembro de la Congregación vaticana para Religiosos y confirmado por otros cinco años en 1999. Participó en el Sínodo sobre la Vida Consagrada en el año 1994 y en la II Asamblea Especial de los Obispos para Europa en 1999.

### Cardenalato
El 20 de mayo de 2018 (día de Pentecostés), al acabar el rezo del Regina Coeli en la plaza del Vaticano, el papa Francisco anunció el nombramiento de Bocos como cardenal de la Iglesia católica. Fue creado cardenal en un consistorio que se celebró el 28 de junio de ese mismo año. Al haber superado los 80 años de edad, no tiene derechos electorales, en futuros cónclaves.
La ordenación episcopal de monseñor Bocos, nombrado arzobispo titular de Urusi, tuvo lugar en el 16 de junio de 2018 en el templo de la iglesia parroquia de san Antonio María Claret, el más importante de la Congregación Claretiana en Madrid, actuando como consagrante el cardenal Fernando Sebastián y como coconsagrantes los arzobispos de Madrid y de Valladolid, cardenales Osoro y Blázquez, respectivamente.